# Винцаљо
Винцаљо (итал. Vinzaglio) је насеље у Италији у округу Новара, региону Пијемонт.
Према процени из 2011. у насељу је живело 229 становника. Насеље се налази на надморској висини од 128 м.

## Становништво
| 1931. | 1936. | 1951. | 1961. | 1971. | 1981. | 1991. | 2001. | 2011. |
| ----- | ----- | ----- | ----- | ----- | ----- | ----- | ----- | ----- |
| 1.423 | 1.405 | 1.292 | 1.057 | 781   | 659   | 607   | 609   | 588   |